# Nemorilla nemorilloides
Nemorilla nemorilloides là một loài ruồi trong họ Tachinidae.